# Janez II. Kastiljski
Janez II. Kastiljski (špansko Juan II de Castilla), kastiljski kralj iz rodbine Trastámara, * 6. marec 1405, Toro, † 20. julij 1454, Valladolid.
Bil je sin Henrika III. in Katarine Lancastrske, ki je bila pravnukinja Edvarda III. Angleškega in vnukinja Petra I. Kastiljskega.

## Biografija

### Otroštvo (1406–1419)
Rodil se je v Toru, v palači kraljevega samostana San Ildefonso. Leta 1406, ko je umrl njegov oče, je bil star le dve leti. Ker je bil kralj še otrok so morali vladavino urediti tako da sta vladala regenta, njegova mati Katarina Lancastrska in stric po očetovi strani, princ »el infante« don Fernando. Skrbništvo in izobrazba malega kralja sta, po željah Henrika III., pripadla glavnemu služabniku Juanu Velaskijskemu, vrhovnemu sodniku Diegu Lópezu Estunjiškemu in kartagenskemu škofu, Pablu de Santa María. Don Fernando je leta 1412 s podpisanim Kaspijskim sporazumom postal aragonski kralj. Svoje otroke, aragonske prince, »los infantes de Aragón« je pustil v Kastiliji zelo dobro preskrbljene.
Katarina Lancastrska je umrla 2. junija 1418 in njeno izginotje so uporabili aragonski princi, da bi preko nadškofa iz Toleda omogočili poroko enega izmed njih s princeso Marijo; »la infanta María«, s kraljem Janezom II. Poroka kralja s princeso Marijo, ki se je odvila 20. oktobra 1418, skupaj s smrtjo kraljice Katarine, je okrepila moč sinov don Fernanda, ki je umrl leta 1416, v Kastiliji.
V tem času je bil podpisan konkordat s Svetim sedežem, ki je za papeža razglasil Martina V, konkordat, ki v španski zgodovini velja za prvega podpisanega.

### Vladavina (1419 - 1454)
Leta 1420, dve leti po tem ko je Juan II. prevzel oblast ga je princ Henrik ugrabil. Njegov namen je bil prevzeti oblast in preprečiti kralju da bi se poročil z monarhovo sestro, princeso Katarino Kastiljsko.
Načrti princa Henrika so padli v vodo, ko je kralj, s pomočjo prijatelja don Álvara de Lune, 29. novembra uspel pobegniti iz ujetništva in se zatekel v grad v vasici Puebla de Montalbán. Princ Henrik je tja napotil svoje vojaške enote, vendar je 10. decembra odpovedal obleganje, saj ni mogel mimo gradu do kralja, poleg tega pa so mu prihajale nasproti čete njegovega brata Juana, ki je želel osvoboditi kralja.
Čeprav mu je dal jamstvo, je kralj 14. julija 1423 odredil aretacijo princa Henrika, ki so ga odpeljali na grad Mora. Njegova žena in privrženci, obveščeni o tem kar se je zgodilo, so pobegnili v Aragonijo. Vsi privilegiji, premoženje in naslovi so jim bili odvzeti, vse, razen vodenja santiaškega reda, je bilo dodeljeno Janezu II. Naslov kastiljskega vodnika je kralj dodelil don Álvaru de LunI, ki si je tako okrepil vodeči položaj na sodišču.
Prijetje princa Henrika je povzročilo posredovanje kralja aragonske krone Alfonza V., starejšega brata aragonskih princev. Iskal je zaveznike in poslal vojsko na kastiljsko mejo. Prav tako je stopil v stik s princem »infantom« Juanom, ki je dobil dovoljenje kralja da zapusti Kastilijo in se pogodi o sporazumu z aragonskim kraljem. Pregovori so dosegli vrhunec s podpisom Sporazuma Torre de Arciel, 3. septembra 1425, ki je zadostil vsem zahtevam Alfonza V. Osvobodili so princa Henrika, kot tudi vrnili njegovo premoženje, ki so mu ga odvzeli pri aretaciji.
Po podpisu sporazuma se je del kastiljskega visokega plemstva pridružil aragonski pehoti, da bi se soočil z don Álvarom de Luno in njegovo politiko krepitve kastiljsko-leonske monarhije. Zbrali so se v Valladolidu in zahtevali, da kralj odstavi Don Álvara. Pritisk na kralja je začenjal dobivati svoj namen 5. septembra 1427,  ko je Juan II zapovedal izgon don Álvara in njegovih privržencev za leto in pol, a je izgon trajal le pet mesecev. 6 februarja 1428 je don Álvaro ponovno zasedel vrh sodišča. Nekaj mesecev kasneje, 21 julija, je kraj ukazal aragonskima princema da zapustita sodišče in pokazal odklon proti sklenitvi zveze in miru med Kastiljsko, Aragonsko in Navarsko krono, kot je bilo podpisano v Tordesillasu, 12. aprila. Kasneje je sestavil vojsko, ki bi se zoperstavila aragonskim princem. Aragonije in Navarra sta si to razlagali kot korak bližje k razveljavitvi sporazuma Torre de Arciel, Alfonso V. je tako ukazal svojima sinovoma napad na Kastilijo in junija se je začela kastiljko-aragonska vojna, 1429-1430.
Med vojno sta kralj in don Alvaro računala na podporo celotnega kastiljskega plemstva, vključno s tistim, ki je bila del frakcije pod aragosnko pehoto, kar je bilo odločilno za izid vojne. Kastiljska vojska se je uspela dokopati vseh posesti v Kastiliji, ki so pripadale aragonskim princem. Don Álvaro, zdaj z nazivom grofa, je dosegel premirje in pregnal aragonski del rodbine Trastámara iz Kastilije. Avtoriteta Juana II je slabela in večina oblasti je bila tako v rokah Don Álvara de Lune, ki je postal najmogočnejši mož v Kastiliji. 
Dogovor, ki je končal sovražnost je bil podpisan julija 1430. Predstavljal je popoln poraz aragonskih in navarskih kraljev, lastnina jim ni bila vrnjena, prav tako niso dobili dohodka, doseženo je bilo da aragonski princi pet let ne smejo prestopiti meje s Kastilijo, vsaj dokler sodniki ne rešijo zahteve. To sta obe kroni morali sprejeti, saj sta bili v nasprotju s Kastilijo vojaško prešibki. Mir so podpisale šest let pozneje, 22 septembra 1436 v Toledu, vse tri krone. Kot jamstvo za "pogodbo o miru in soglasju" je bil sklenjen zakon aragonskega princa Henrika z najstarejšo hčerko kralja Navarre, doño Blanco.
V letih med 1437 in 1445 se je kralj Janez II soočil s plemiško frakcijo, ko jo je vodil njegov najboljši prijatelj in vodilna osebnost, don Álvaro de Luna. V tem času je bil zaradi zahtev enega dela kastiljskega plemstva, ki je večinoma podpiralo princa Juana in Henrika, ob dveh priložnostih, zaradi obtožb tiranstva, primoran odstaviti don Álvara. Prvič je bil odstavljen za šest mesecev (Kastronunjski sporazum), drugič za šest let, (Sodba Medine del Campo). Don Álvara niso obtoževali le tiranstva, pač pa je bil obtožen tudi za homoseksualca.
Leta 1443 je Janez II. zopet ugrabil brat, tokrat princ Juan. Leta 1445 je v bitki pri Olmedu Don Álvaro porazil Aragonska princa, princ Juan pa je v bitki tudi umrl. Vendar, kot je poudaril zgodovinar Jaume Vicens Vives, zmaga v državljanski vojni ni pomagala okrepiti kastiljsko monarhijo, čeprav je "kraljeva oblast ponovno pridobila veliko svojih privilegijev v državi", je zmaga služila samo za novo razdeljevanje dohodkov in dediščine do katerih sta bila glavna upravičenca don Álvaro in princ Henrik.
Leta 1445 je umrla María de Aragón, Juan pa se v drugič poročil z Izabelo Portugalsko, ki mu je rodila dva otroka, Izabelo (Izabela I. Kastiljska – Katoliška kraljica) in Alfonsa. Poroko sta proslavila v Madrigalu de las Altas Torres, 17. avgusta 144.. 
Don Álvaro je bil zaradi tiranstva leta 1453 obglavljen. Naslednje leto 22. julija pa je v Valladolidu umrl tudi Juan II. Nasledil ga je sin Henrik IV, edini preživeli od štirih otrok ki sta jih imela Juan II. in Marija, ki je tako postal kralj Henrik IV. Kastiljski.
Kljub temu da je vladal 49 let, je bil Juan II. slab vladar. Podložen je bil vplivom drugih ljudi okoli sebe. Med temi ki so kralja izrabljali kot lutko za upravljanje Kastilije, sta bila njegov prijatelj don Álvaro in druga žena Izabela Portugalska.

## Grobnica
Pokopan je bil v cerkvi San Pablo (Valladolid), dokler niso njegovih ostankov, po želji njegove hčerke Izabele Katoliške preselili v Cartujo de Miraflores skupaj z njegovo drugo ženo Izabelo Portugalsko in sinom, infatom Alfonzom Kastiljskim. Grobnica Janeza II. in Izabele Portugalske, izdelana iz alabasta, je delo kiparja Gil de Siloéja.
Leta 2006 zaradi obnovitve Cartuje de Miraflores, je generalni direktor za dediščino in kulturne dobrine Junte de Castilla z León odločil za antropološko raziskavo ostankov Janeza II. Kastiljskega in druge njegove žene, ki sta bila pokopana v grobnici pod kraljevim grobom, kot tudi raziskavo ostankov infanta Alfonza. Antropološko raziskavo sta vodila Luis Caro Dobón in María Edén Fernández Suárez, raziskovalca s področja Fizične antropologije Univerze v Leonu. Okostje kralja Janeza II. Kastiljskega je bilo skoraj popolno, za razliko od njegove žene, od katere je ostalo le nekaj kosti.

## Družina

### Zakoni in potomci
20. okobra 1418 se je v Medini del Campo poročil z Marijo Aragonsko. V tem zakonu so se rodili:
- Katarina Katalonska (1422-1424), umrla v otroštvu
- Leonora Kastiljska (1423-1425), umrla v otroštvu
- Henrik IV. Kastiljski (1425-1474), ki je nasledil prestol svojega očeta in bil pokopan skupaj s svojo materjo v samostanu v mestu Guadalupe
- Marija Kastiljska (1428-1429), umrla v otroštvu

Po smrti prve žene leta 1445. se je 17. avgusta 1447 vnovič poročil z Izabelo Portugalsko. Plod tega zakona sta bila:
- Izabela I. Kastiljska (1451-1504), "Isabel la Católica", ki je po smrti polbrata Henrika IV. prevzela kraljestvo Kastilije in Leona. Poročila se je z bratrancem Ferdinandom II. Aragonskim, skupaj sta bila znana kot katoliška kralja, "los Reyes Católicos".
- Alfonz Kastiljski (1453-1468).